# 6462 Myougi
6462 Myougi este un asteroid din centura principală de asteroizi.

## Descriere
6462 Myougi este un asteroid din centura principală de asteroizi. A fost descoperit pe 9 ianuarie 1994 la Oizumi de Takao Kobayashi. El prezintă o orbită caracterizată de o semiaxă mare de 3,20 ua, o excentricitate de 0,06 și o înclinație de 16,4° în raport cu ecliptica.